# Pseudomiza viridispurca
Pseudomiza viridispurca är en fjärilsart som beskrevs av Louis Beethoven Prout 1927. Pseudomiza viridispurca ingår i släktet Pseudomiza och familjen mätare. Inga underarter finns listade.